# Santi Ezquerro
Ezquerro  Marín est un nom espagnol. Le premier nom de famille, en général paternel, est Ezquerro ; le second, en général maternel, souvent omis, est Marín.
Santiago « Santi » Ezquerro Marín, né le 14 décembre 1976 à Calahorra en Espagne, est un footballeur international espagnol qui évolue au poste d'attaquant.

## Palmarès
- Ligue des champions : 2006
- Championnat d'Espagne : 2006
- Finaliste de la Coupe du monde des clubs : 2006
- Finaliste de la Coupe du roi : 1998